# Janice Rand
Janice Rand es un personaje de Star Trek: la serie original quien participa como la joven asistente del capitán Kirk. Posteriormente aparece en varias películas de Star Trek y en un episodio de Star Trek: Voyager, el personaje es interpretado por la actriz Grace Lee Whitney.
Rand sirve como asistente del capitán James T. Kirk a bordo del USS Enterprise (NCC-1701) en el primer semestre de la primera temporada de la serie original y en Star Trek: Phase II. Una atracción mutua se sugiere entre ella y el capitán Kirk en episodios como en "El propio enemigo", "Horas desesperadas", y "Miri". La confesión más notable de sus "sentimientos que ha estado escondiendo" fue en el episodio "El propio enemigo". Rand ha desaparecido en la mitad de la primera temporada, apareciendo en 8 episodios en total y en la temporada 4 (Phase II).

## Biografía en el universo deStar Trek
Janice Rand nació en 2232, se unió a la Flota Estelar a una edad relativamente joven, y continuó en ella durante casi treinta años. En 2266 trabajó a bordo de la USS Enterprise bajo el mando del capitán James T. Kirk como asistente del capitán. Las habitaciones “3C 46” asignadas a Rand fueron de las primeras ocupadas en la cubierta 12 (visto en el episodio "El propio enemigo") y más tarde fue trasladada a las habitaciones “3F 125” (visto en el episodio "Charlie X").

### La misión de cinco años (2266)
Inicialmente, el capitán Kirk se sorprendió de que la Flota hubiera asignado un asistente de género femenino a su mando. Sin embargo, después de ver el trabajo eficiente de Rand con una ética intachable, Kirk llegó a otorgarle un gran respeto como miembro de la tripulación y amiga. A pesar de su relación profesional, una atracción sexual se mantuvo entre los dos. Kirk, sin embargo, no podía corresponder a los sentimientos que Rand sentía por él, debido a su posición como capitán de la nave (episodios "Las maniobras de la Carbonita",  "Horas desesperadas" y "El equilibrio del terror").
Janice Rand fue uno de los miembros más populares de la tripulación de la Enterprise, sólo superada por la teniente Uhura, que es una buena amiga suya (episodio "Charlie X"). Ella es conocida por su compasión y consideración hacia los demás. Durante un tenso enfrentamiento, mientras la Enterprise combatía con una nave romulana en la zona neutral, Rand fue a visitar a Kirk en sus habitaciones. Con la esperanza de darle ánimos, ya que este estaba preocupado por la posibilidad de una segunda guerra con los romulanos, ella se ofreció a llevarle comida o un café. Hubo de hecho una atracción durante el ataque romulano: Rand y Kirk se encontraban en el puente cuando los romulanos dispararon sus fásers a la Enterprise. Rand inmediatamente buscó la protección de los ataques en los brazos del capitán (episodio "El equilibrio del terror").
Una artista por afición, Janice pintó varios de los cuadros colgados en sus aposentos a bordo de la Enterprise (episodio "El propio enemigo").
Cuando un doble malvado del capitán Kirk fue creado durante un mal funcionamiento del transportador, este mostró su lujuria y un fuerte deseo sexual por Rand. El doble primero sedujo a Rand alegando que ella era "demasiado bella como para ignorarla", dado que sabía que ella también le deseaba, y que ambos "habían estado fingiendo demasiado tiempo". El doble finalmente trató de violarla, pero ella se defendió y dejó un gran arañazo en la cara del doble, lo que ayudó a la tripulación a diferenciar los dos Kirks. La situación se resolvió, y las dos mitades de Kirk se fusionaron en el transportador (episodio "El propio enemigo").
Más tarde ese año, un huérfano adolescente llamado Charles Evans (Charlie) llegó a bordo de la Enterprise. El muchacho, con problemas, sacó el instinto maternal de Rand, y rápidamente se hizo amiga de Charlie, con la esperanza de ayudarle a regresar a la vida normal. Charlie, el único superviviente de un accidente de transporte, tenía poca experiencia con otros seres humanos y rápidamente se enamoró de Rand. No estando segura de cómo resolver la situación Rand pregunto al capitán Kirk que hablara con el muchacho en su nombre. Poco después, la tripulación de la Enterprise descubrió el secreto de Charlie (mientras que él s estaba solo en Thasus, un misterioso ser thasiano se había apiadado de la situación del muchacho y para que pudiera sobrevivir le otorgó poderes especiales. Charlie, en un ataque de ira y resentimiento, utiliza estas habilidades sobrehumanas contra la tripulación. Cuando Rand rechaza las insinuaciones de Charlie, literalmente la hace desaparecer de la Enterprise. El thasiano que le había otorgado los poderes intervino rápidamente y devolvió a Charlie al planeta. Después de volver la normalidad a la Enterprise, Rand fue sorprendida y preocupada por las acciones de los thasianos al devolver el muchacho al planeta. Después de haber visto cuán desesperadamente Charlie quería quedarse a bordo de la Enterprise, Rand confió a Kirk sus sentimientos de amistad hacia el muchacho (episodio "Charlie X").
Kirk y Rand varias veces sintieron la atracción el uno por el otro, pero esta se resistió a hablar o actuar sobre sus sentimientos abiertamente. Durante una misión, Rand, Kirk y otros miembros de un grupo de desembarco estaban atrapados en un planeta donde sólo los niños sobrevivieron; los adultos habían desarrollado una enfermedad degenerativa que producía un rápido envejecimiento. Cuando Rand se encontraba desconsolada porque varios miembros de la tripulación habían contraído la enfermedad, buscó consuelo en los brazos de Kirk. Miri, una adolescente de quien el equipo se había hecho amigo, fue testigo de esto y se puso celosa. Ella sentía que Rand era su "competidora" y que de algún modo la había traicionado (episodio "Miri"). En cierta ocasión debido a esta enfermedad que también aceptaba a los sentimientos, Spock confesó que Rand era una asistente muy hermosa y le dijo a esta que en otras circunstancias, podrían haber tenido una vida juntos (episodio "Horas desesperadas"). Rand se fue de la Enterprise a principios del 2267 (episodio "La conciencia del rey"). Cuando la Enterprise terminó la misión de cinco años Rand fue trasladada a la sede de la Flota Estelar.

### Del 2273 al 2293
En 2273, Rand regresó a la Enterprise, que ahora estaba bajo el mando del capitán Willard Decker. Mientras la nave pasaba revisión en el espacio-puerto, Rand se desempeñó como jefa de transporte. Ella permaneció a bordo de la nave después del incidente del V'Ger, cuando la Enterprise fue la nave asignada para resolver el incidente, ahora capitaneada por el almirante Kirk (Star Trek I: La película).
Después de que la Enterprise volvió a la Tierra en 2278, Rand decidió seguir una formación oficial. Ella fue ascendida a alférez, después de tres años. Se trasladó a al puerto-espacial de la Tierra en 2285 (Star Trek III: En busca de Spock, episodio "Salto atrás" de Star Trek: Voyager). Cuando una sonda alienígena amenaza la Tierra en 2286, Rand estaba trabajando en el comando de la Flota (Star Trek  IV: Misión: salvar la Tierra).
En 2290, la teniente Rand fue asignada como oficial de comunicaciones de la USS Excelsior, bajo el mando del capitán Hikaru Sulu.
En 2293, el capitán Sulu viola sus órdenes para rescatar al capitán Kirk y el dr. Leonard McCoy de los klingon en la colonia penitenciaria Rura Penthe. Rand entiende sus motivaciones y esta de acuerdo con su decisión. Ella incluso reprendió al alférez Tuvok por cuestionar la decisión del capitán (episodio "Salto atrás" de Star Trek: Voyager).
El Excelsior más tarde jugó un papel clave en la conferencia de paz de Khitomer ese mismo año, asistiendo a la USS Enterprise A en su batalla con el General Chang, contra un prototipo de ave de presa klingon, lo que impide el asesinato del presidente de la Federación y el de los klingon (la canciller Azetbur) (Star Trek VI: Aquel país desconocido).